# Белобусов Анатолій Дмитрович
Анатолій Дмитрович Белобусов (17 серпня 1976, с. Вишевичі, Радомишльський район, Житомирська область, Українська РСР — 28 травня 2016, смт. Верхньоторецьке, Ясинуватський район, Донецька область, Україна) — солдат Збройних сил України, учасник війни на сході України (13-й окремий мотопіхотний батальйон, 58-ма окрема мотопіхотна бригада).
Загинув в бою з ДРГ терористів між населеними пунктами Верхньоторецьке — Новоселівка Друга Ясинуватського району. У тому ж бою полягли солдати Павло Брезгун, Роман Гавриленко та Олександр Шикера.
По смерті залишилися дружина та донька.

## Нагороди
Указом Президента України № 48/2017 від 27 лютого 2017 року «за особисту мужність, виявлену у захисті державного суверенітету та територіальної цілісності України, самовіддане виконання військового обов'язку» нагороджений орденом «За мужність» III ступеня (посмертно).